# ريتشارد سبنسر (منافس ألعاب قوى)
ريتشارد سبنسر هو منافس ألعاب قوى كوبي، ولد في 16 يوليو 1955.

## وصلات خارجية
- ريتشارد سبنسر على موقع أوليمبيديا (الإنجليزية)